# سايويسفورور
سايويسفورور هي بلدة تقع في الإقليم الشرقي،آيسلندا.يبلغ عدد سكان البلدة ى 676 نسمة.